# Дрізд-самітник

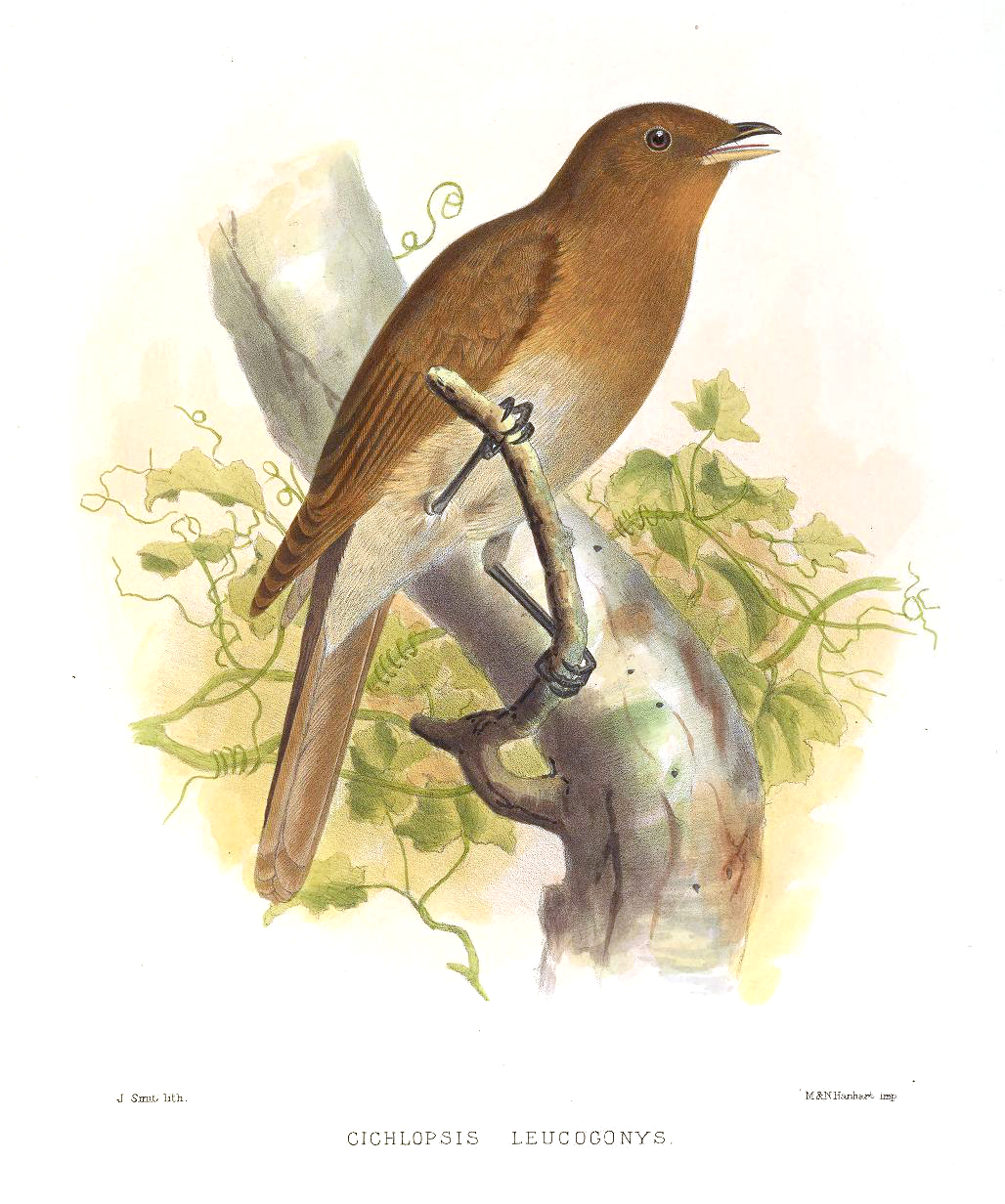
Дрізд-самітник

Дрізд-самітник (Cichlopsis leucogenys) — вид горобцеподібних птахів родини дроздових (Turdidae). Мешкає в Південній Америці. Єдиний представник монотипового роду Дрізд-самітник (Cichlopsis).

## Опис
Довжина птаха становить 20,5-21 см. Забарвлення переважно коричневе, горло рудувате, живіт сіруватий.

## Підвиди
Виділяють чотири підвиди:
- C. l. gularis Riley, 1918 — південно-східна Венесуела, Гаяна, Суринам;
- C. l. chubbi Stresemann, 1938 — південний захід Колумбії, північний захід Еквадору;
- C. l. peruviana Hartert, E, 1896 — центральне Перу;
- C. l. leucogenys Stresemann, 1938 — східна Бразилія.

## Поширення і екологія
Дрозди-самітники живуть в тропічних лісах.